# Shakira: Bzrp Music Sessions Vol. 53
Shakira: Bzrp Music Sessions Vol. 53 è un singolo del produttore discografico argentino Bizarrap e della cantante colombiana Shakira, pubblicato l'11 gennaio 2023 come terzo estratto dal dodicesimo album in studio di Shakira Las mujeres ya no lloran.
La collaborazione ha ottenuto tre candidature ai Latin Grammy Awards 2023, tra cui alla registrazione dell'anno e vincendo nelle categorie alla canzone dell'anno e alla miglior canzone pop.

## Descrizione
Il brano rappresenta un dissing nei confronti del calciatore spagnolo Gerard Piqué, ex partner di Shakira dal quale si è separata nel giugno 2022 a seguito di un tradimento da parte di lui.

## Video musicale
Il video musicale è stato reso disponibile in concomitanza con l'uscita del singolo e presenta una parte animata ispirata alla clip del celebre singolo Take on Me degli a-ha. Nelle sue prime ventiquattro ore di disponibilità è stato visto oltre 63 milioni di volte, stabilendo il record di maggior debutto per una canzone latino-americana nella storia di YouTube.

## Tracce
Testi e musiche di Gonzalo Julián Conde, Shakira Mebarak, Kevyn Cruz e Santiago Alvarado.
1. Shakira: Bzrp Music Sessions Vol. 53 – 3:33

## Successo commerciale
Nella prima giornata successiva alla pubblicazione il singolo ha totalizzato oltre 14 milioni di riproduzioni sulla piattaforma Spotify, debuttando al vertice della classifica globale e stabilendo il debutto più alto per una canzone in lingua spagnola nella storia della piattaforma.
Negli Stati Uniti il brano ha raggiunto il vertice della Hot Latin Songs e ha debuttato al 9º posto della Billboard Hot 100 con 20,2 milioni di stream, 7,9 milioni di audience radiofonica e 9 000 download digitali, divenendo la prima top ten di Bizarrap e la quinta di Shakira (per quest'ultima la prima in oltre quindici anni da Beautiful Liar del 2007).
In Italia il brano è arrivato al primo posto della classifica, riportando Shakira in vetta dal 2010, quando la raggiunse con Loca.

## Classifiche

### Classifiche settimanali
| Classifica (2023)     | Posizione massima |
| --------------------- | ----------------- |
| Argentina             | 1                 |
| Austria               | 16                |
| Belgio (Vallonia)     | 21                |
| Bolivia               | 1                 |
| Canada                | 25                |
| Cile                  | 1                 |
| Colombia              | 1                 |
| Costa Rica            | 1                 |
| Croazia               | 7                 |
| Danimarca             | 40                |
| Ecuador               | 1                 |
| El Salvador           | 1                 |
| Francia               | 20                |
| Germania              | 26                |
| Grecia                | 4                 |
| Irlanda               | 14                |
| Islanda               | 19                |
| Italia                | 1                 |
| Lettonia              | 14                |
| Libano                | 3                 |
| Lituania              | 13                |
| Lussemburgo           | 2                 |
| Medio Oriente         | 16                |
| Messico               | 1                 |
| Norvegia              | 37                |
| Paesi Bassi           | 41                |
| Panama                | 1                 |
| Paraguay              | 1                 |
| Polonia               | 5                 |
| Portogallo            | 2                 |
| Regno Unito           | 31                |
| Repubblica Ceca       | 15                |
| Repubblica Dominicana | 1                 |
| Slovacchia            | 7                 |
| Spagna                | 1                 |
| Stati Uniti           | 9                 |
| Svezia                | 24                |
| Svizzera              | 2                 |
| Ungheria              | 9                 |

### Classifiche di fine anno
| Classifica (2023) | Posizione |
| ----------------- | --------- |
| Francia           | 115       |
| Italia            | 27        |
| Portogallo        | 27        |
| Spagna            | 1         |
| Stati Uniti       | 96        |
| Uruguay           | 14        |
| Svizzera          | 54        |

## Riconoscimenti
- Latin Grammy Awards[43]
  - 2023 – Canzone dell'anno
  - 2023 – Miglior canzone pop
  - 2023 – Candidatura alla registrazione dell'anno

- Billboard Music Award[44]
  - 2023 – Candidatura alla migliore canzone dance/elettronica

- Billboard Latin Music Awards[45]
  - 2023 – Canzone pop latina dell'anno
  - 2023 – Candidatura alla canzone radiofonica dell'anno
  - 2023 – Candidatura alla canzone dell'anno per le vendite

- LOS40 Music Awards[46]
  - 2023 – Candidatura al video dell'anno
  - 2023 – Candidatura alla miglior collaborazione urban